# NUTS:LV
Als NUTS:LV oder NUTS-Regionen in Lettland bezeichnet man die territoriale Gliederung Lettlands gemäß der „Systematik der Gebietseinheiten für die Statistik“ (NUTS) der EU.

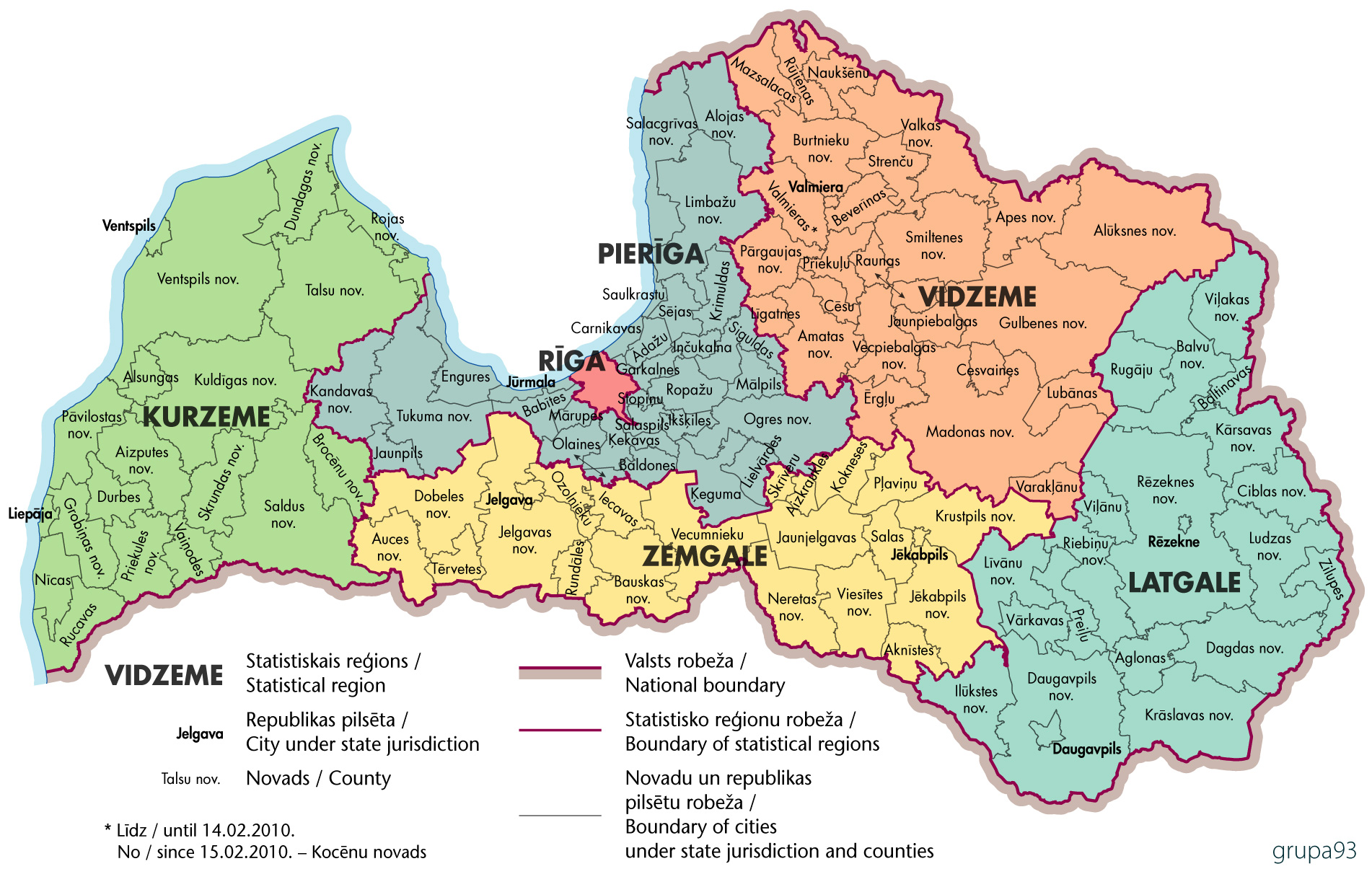
Die Statistischen Regionen Lettlands mit den Grenzen der lokalen Selbstverwaltungseinheiten (Stand 2010)

In Lettland bildet auf der NUTS-1- und NUTS-2-Ebene jeweils das ganze Land eine Region, während die NUTS-3-Regionen den im Jahre 2004 von der lettischen Regierung festgelegten sechs statistischen Regionen (statistiskie reģioni) entsprechen. Diese sind zwar überwiegend nach den historischen Landesteilen (Kurland, Lettgallen, Vidzeme, Semgallen) benannt, mit diesen jedoch nicht identisch, da die Stadt Riga und ihre weitere Umgebung („Pierīga“ = „nahe bei Riga“) ohne Rücksicht auf die ehemalige Landeszugehörigkeit jeweils zu separaten statistischen Regionen erklärt wurden. Von 2006 bis 2021 entsprachen vier der sechs statistischen Regionen den zu Zwecken der Regionalplanung geschaffenen Planungsregionen (plānošanas reģioni), während die fünfte Planungsregion die statistischen Regionen Riga und Pierīga zusammen umfasste. Seit der Neuabgrenzung der Planungsregionen im Jahre 2021 ist dies jedoch nicht mehr der Fall.
Die offizielle Fassung der NUTS-Codes für Lettland wurde durch EG-Verordnung Nr. 1888/2005 rechtskräftig und hat sich seitdem bis zur aktuellen Fassung von 2019 nicht geändert.
| NUTS 1 | NUTS 1             | NUTS 2 | NUTS 2             | NUTS 3 | NUTS 3                    |
| ------ | ------------------ | ------ | ------------------ | ------ | ------------------------- |
| LV0    | Lettland (Latvija) | LV00   | Lettland (Latvija) | LV003  | Kurzeme (Kurland)         |
| LV0    | Lettland (Latvija) | LV00   | Lettland (Latvija) | LV005  | Latgale (Lettgallen)      |
| LV0    | Lettland (Latvija) | LV00   | Lettland (Latvija) | LV006  | Rīga (Riga)               |
| LV0    | Lettland (Latvija) | LV00   | Lettland (Latvija) | LV007  | Pierīga (Umland von Riga) |
| LV0    | Lettland (Latvija) | LV00   | Lettland (Latvija) | LV008  | Vidzeme                   |
| LV0    | Lettland (Latvija) | LV00   | Lettland (Latvija) | LV009  | Zemgale (Semgallen)       |